# 田中武雄 (代議士)

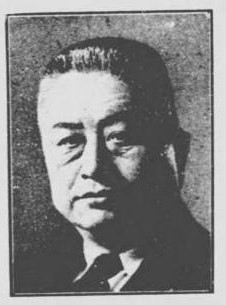
田中武雄

田中 武雄（たなか たけお、1888年（明治21年）6月26日 - 1970年（昭和45年）2月26日）は、日本の政治家、銀行家。衆議院議員、運輸大臣。

## 経歴
肥塚龍の次男として兵庫県揖保郡御津村（現・たつの市）に生まれ飾磨郡広村（現・姫路市）の酒造家田中家に養子に入る。早稲田中学、青山学院高等科を卒業後、欧米へ留学。帰国後に鉄道大臣の秘書官となる。
1920年、肥塚の地盤を引き継ぎ第14回衆議院議員総選挙で兵庫県から出馬して当選、衆議院議員となる。以後、1942年4月の第21回総選挙まで、1928年2月の第16回総選挙（地盤が競合する土井権大に当選を阻まれる）を除き、通算7回の当選を果した。政党は憲政会や立憲民政党に所属した。その後、第2次若槻内閣の外務参与官、岡田内閣の拓務政務次官などを歴任。また、1921年にストックホルムで開催された第19回列国議会同盟会議や、1922年にハワイで開催された汎太平洋商業会議に出席した。
戦後は日本進歩党に所属し、幣原内閣で運輸大臣に就任した。翌年公職追放となる。
その他、岩見銀行頭取、姫路銀行取締役、広銀行取締役、東京政情通信社長などを務めた。